# Walter Naumann (Literaturwissenschaftler)
Walter Naumann (* 3. November 1910 in Aussig, Böhmen; † 1. April 1997 in Darmstadt) war ein deutsch-amerikanischer Romanist, Germanist und Komparatist (Vergleichender Literaturwissenschaftler). Er war ab 1962 Lehrstuhlinhaber in Darmstadt.

## Leben
Walter Naumann, Sohn von Luise Naumann, geborene Nowitzky, und des Ingenieurs Martin Naumann sowie Neffe von Friedrich Naumann, besuchte Gymnasien in Breslau und Hirschberg in Schlesien und machte 1929 Abitur. Er studierte Romanistik (Romanische Philologie), Germanistik und Anglistik in Marburg, München, Dijon und Bonn und wurde 1935 bei Ernst Robert Curtius promoviert. Von 1935 bis 1937 war er Deutscher Lektor an der Universität Toulouse, 1937 bis 1938 in Paris. Dann floh er vor dem Nationalsozialismus in die Vereinigten Staaten von Amerika und fand mit Hilfe des American Friends Service Committee eine feste Anstellung als Dozent.
Die Stationen seiner Hochschullaufbahn waren das McPherson College in McPherson (Kansas) (1939–1943), die University of Michigan in Ann Arbor (1943–1945), die Erlangung der amerikanischen Staatsangehörigkeit (1945), das Oberlin College in Ohio (1945–1947, Instructor für Französisch), die University of Wisconsin-Madison (1947–1955 Assistenzprofessor für Neuere deutsche Literaturgeschichte), die Ohio University (1955), die Ohio State University (1957–1962 Professor), die Habilitation in Germanistik an der Universität Marburg (1956), die Technische Universität Darmstadt mit dem Lehrstuhl für Vergleichende Literaturwissenschaft (1962–1979). 1951 und 1962 war er Guggenheim Fellow.
Naumann war evangelisch, mit der Jüdin Hanna Jacobsohn († 1997), Tochter von Hermann Jacobsohn und Schwester von Helmuth Jacobsohn, verlobt, holte sie 1941 in die USA und heiratete sie dort im selben Jahr. Aus der später geschiedenen Ehe gingen die Kinder Ruth, Andreas und Naomi Naumann hervor. Im Jahr 1975 heiratete er die Germanistin Elfriede Neubuhr (1938–2015). Aus dieser Verbindung gingen die Kinder Anne und Matthias Naumann hervor.

## Veröffentlichungen (Auswahl)
- Der Sprachgebrauch Mallarmé’s. Wissenschaftliche Buchgesellschaft, Darmstadt 1970. Zugleich Philosophische Dissertation Marburg 1936.
- als Hrsg.: First readings in German masterpieces.Selected and edited with introductory comments, footnoes, questions and vocabulary. Ginn, Boston 1951.
- Grillparzer. Das dichterische Werk. Europa-Verlag, Zürich/Wien 1956; Kohlhammer, Stuttgart.
- Traum und Tradition in der deutschen Lyrik. Kohlhammer, Stuttgart 1966.
- Hofmannsthal. Der jüngste deutsche Klassiker. Darmstadt 1967.
- Die Dramen Shakespeares. Wissenschaftliche Buchgesellschaft, Darmstadt 1978.
- als Übersetzer: Maurice Scève: Gedichte. Darmstadt 1981.
- als Übersetzer: Altprovenzalische Gedichte. Darmstadt 1989.
- Betrachtungen. Darmstadt 1990.
- als Übersetzer: Dante Alighieri: Die göttliche Komödie. Wissenschaftliche Buchgesellschaft, Darmstadt 1997; weitere Auflagen 2003 und 2014.